# Frank Ntilikina
Frank Bryan Ntilikina (Ixelles, 28 de julho de 1998) é um basquetebolista profissional francês que atualmente joga pelo Dallas Mavericks na National Basketball Association (NBA).
Ntilikina foi selecionado na 8ª posição do draft da NBA de 2017 pelo New York Knicks.
Em 2021 Nitilikina assinou contrato com o Dallas Mavericks.

## Primeiros anos
Ntilikina nasceu em Ixelles, na Bélgica, em 28 de julho de 1998, filho de pais ruandeses. Ele se mudou para Estrasburgo, na França, aos três anos de idade. Ele começou a jogar basquete aos cinco anos de idade, jogando pelo St-Joseph Strasbourg, antes de ingressar nas divisões de base do Strasbourg IG aos 15 anos.
Ntilikina foi convidada para participar do Jordan Brand Classic International Game em abril de 2014, contabilizando seis pontos, três rebotes e uma assistência em 23 minutos. Ele ajudou o Strasbourg a conquistar o título da Liga Juvenil Francesa na temporada de 2014-15.
Em fevereiro de 2016, ele participou do "Acampamento Global do Basquete Sem Fronteiras" em Toronto, no Canadá, durante o fim de semana do All-Star da NBA.

## Carreira profissional

### Strasbourg IG (2015-2017)
Em dezembro de 2015, Ntilikina assinou um contrato profissional com o Strasbourg IG até 30 de junho de 2019. Ele fez sua estréia no nível profissional antes mesmo do acordo, tendo 15 minutos em 4 de abril de 2015 contra o Boulogne-sur-Mer.
Em 15 de outubro de 2015, Ntilikina registrou seus primeiros minutos na Euroliga, marcando um ponto em 12 minutos de jogo contra o KK Crvena Zvezda.
Ele jogou 32 jogos durante a temporada de 2015-2016, marcando 1,3 pontos por jogo e sendo eleito o Melhor Jogador Jovem da liga. Na temporada de 2016-17, Ntilikina se tornou uma parte fundamental da equipe, jogando 45 jogos e tendo uma média de 19,3 minutos por jogo. Sua campanha de sucesso o levou a ganhar seu segundo prêmio consecutivo de Melhor Jogador Jovem da liga.

### New York Knicks (2017–2020)

#### Draft da NBA de 2017
Em abril de 2017, Ntilikina inseriu seu nome no Draft de 2017. Na noite anterior ao draft, Ntilikina jogou o Jogo 4 das finais da LNB Pro A Finals antes de viajar para o Brooklyn, para participar do draft pessoalmente.
Durante a preparação para o Draft, houve especulações pesadas de que o Dallas Mavericks estava pensando em selecionar Ntilikina com a 9ª escolha geral. Como os Knicks o selecionou, os Mavericks escolheram o armador Dennis Smith Jr.
Em 22 de junho de 2017, Ntilikina foi selecionado pelo New York Knicks com a oitava escolha do Draft de 2017.

#### Temporada de 2017-18
Em 5 de julho de 2017, Ntilikina assinou com os Knicks. Ele foi o segundo jogador mais jovem na NBA durante seu ano de estreia atrás do Ike Anigbogu. Ntilikina fez sua estréia na NBA em 19 de outubro de 2017, em uma derrota para o Oklahoma City Thunder, ele marcou seus primeiros pontos em 28 de outubro contra o Brooklyn Nets em uma vitória por 107-86. ele registrou 9 pontos, 2 rebotes, 5 assistências e um roubo de bola.
Em 15 de janeiro de 2018, Ntilikina registrou seu primeiro duplo-duplo com 10 pontos, 10 assistências, 7 rebotes, 2 bloqueios e um roubo de bola em uma vitória contra o Brooklyn Nets por 119-104.
Em 24 de janeiro de 2018, ele foi selecionado para representar o Team World no Desafio das Estrelas em Ascensão durante o All-Star Game. Sua temporada de estreia em Nova York foi considerada por muitos como desanimadora e ele foi definido como fracasso.

### Dallas Mavericks (2021–Presente)
Em setembro de 2021 Ntilikina assinou contrato com o  Dallas Mavericks .
Já era um sonho dos Mavericks desde a escolha do draft de 2017.

## Carreira na seleção
Ntilikina obteve médias de 7,4 pontos, 2,0 assistências, 1,6 rebotes e um roubo de bola por partida, a caminho de vencer o Campeonato Europeu Sub-16 de 2014 com a Seleção Francesa.
Ele também venceu o Campeonato Europeu Sub-18 de 2016, marcando 31 pontos na final contra a Lituânia. Ele fez uma média de 15,2 pontos, 4,5 assistências, 2,8 rebotes e 2,2 roubo de bola durante o torneio e ganhou o prêmio de MVP.

## Estatísticas

### NBA

#### Temporada regular
| Ano      | Equipe   | PJ  | PT | MPJ  | AP   | 3P   | LL   | RT  | AS  | BR | TO | PPJ |
| -------- | -------- | --- | -- | ---- | ---- | ---- | ---- | --- | --- | -- | -- | --- |
| 2017–18  | New York | 78  | 9  | 21.9 | .364 | .318 | .721 | 2.3 | 3.2 | .8 | .2 | 5.9 |
| 2018–19  | New York | 43  | 16 | 21.0 | .337 | .287 | .767 | 2.0 | 2.8 | .7 | .3 | 5.7 |
| 2019–20  | New York | 57  | 26 | 20.8 | .393 | .321 | .864 | 2.1 | 3.0 | .9 | .3 | 6.3 |
| Carreira | Carreira | 178 | 51 | 21.3 | .366 | .311 | .783 | 2.2 | 3.1 | .8 | .3 | 6.0 |

Fonte: